# Jenbach
Jenbach è un comune austriaco di 7 021 abitanti nel distretto di Schwaz, in Tirolo; ha lo status di comune mercato (Marktgemeinde). La stazione di Jenbach è un rilevante nodo ferroviario: si trova lungo la ferrovia Kufstein-Innsbruck ed è uno dei capolinea della ferrovia della Zillertal, che la collega a Mayrhofen attraversando la Zillertal, e della ferrovia dell'Achensee, che la collega al lago Achensee.